# Chalepoxenus spinosus
Chalepoxenus spinosus är en myrart som först beskrevs av Arnol'di 1968.  Chalepoxenus spinosus ingår i släktet Chalepoxenus och familjen myror. IUCN kategoriserar arten globalt som sårbar. Inga underarter finns listade i Catalogue of Life.